# Château Maniace
Le château Maniace est un château et une citadelle situé dans la ville sicilienne de Syracuse. Il est construit sur un promontoire de l'île d'Ortygie, depuis le XIIIe siècle sous le règne de l'empereur Frédéric II du Saint-Empire.
À l'origine, on pouvait seulement entrer dans le château par un pont enjambant des douves (maintenant comblées). Une caractéristique notable du château est son portail décoré.

## Histoire
Il porte le nom de Georges Maniakès, un général byzantin du catépanat d'Italie qui conquiert la ville en 1038 au nom de l'empereur Michel IV contre les arabes. Frédéric II, roi de Sicile, le fait construire entre 1232 et 1240. Le roi Pierre III d'Aragon y réside avec sa famille en 1288. De 1305 à 1536, le château est occupé par de nombreuses reines de Sicile.
À partir du XVe siècle, il est utilisé comme prison et est inclus dans les fortifications des abords de la ville. Une explosion l'endommage en 1704 à la suite de laquelle il est rénové et repensé pour l'usage des armes à feu.
Il est aujourd'hui ouvert au public et constitue une attraction touristique de la ville de Syracuse.

## Galerie

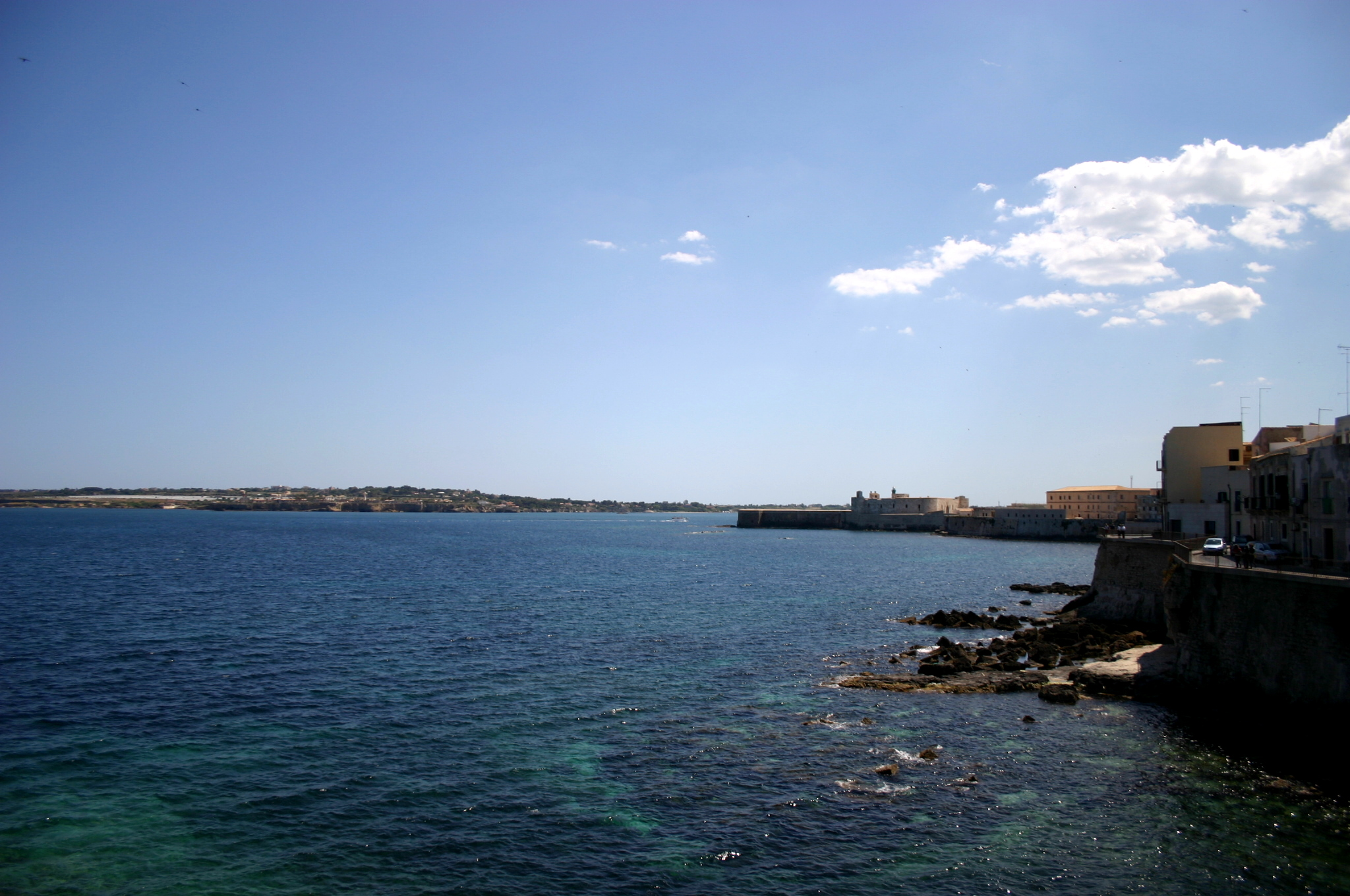
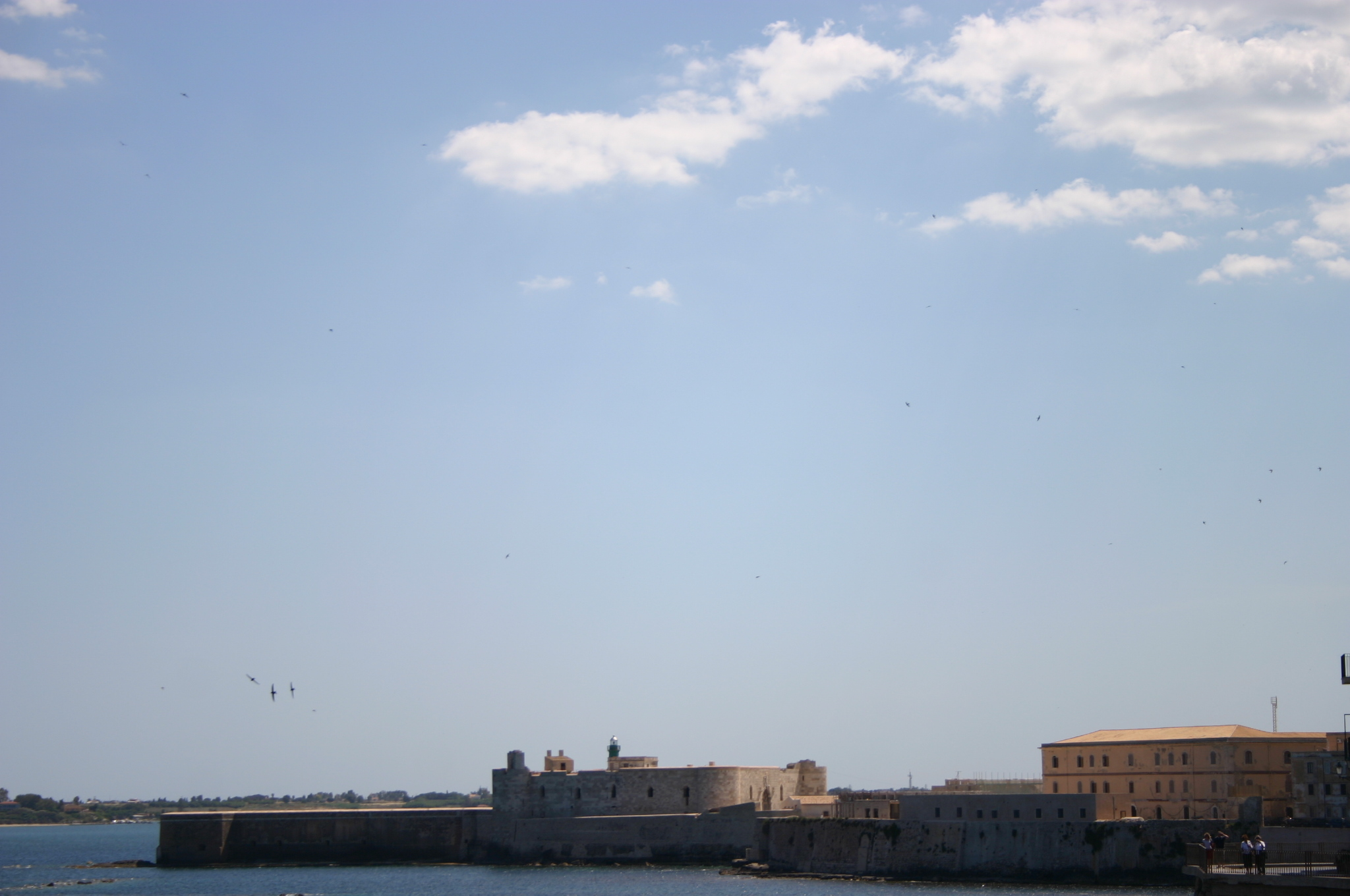
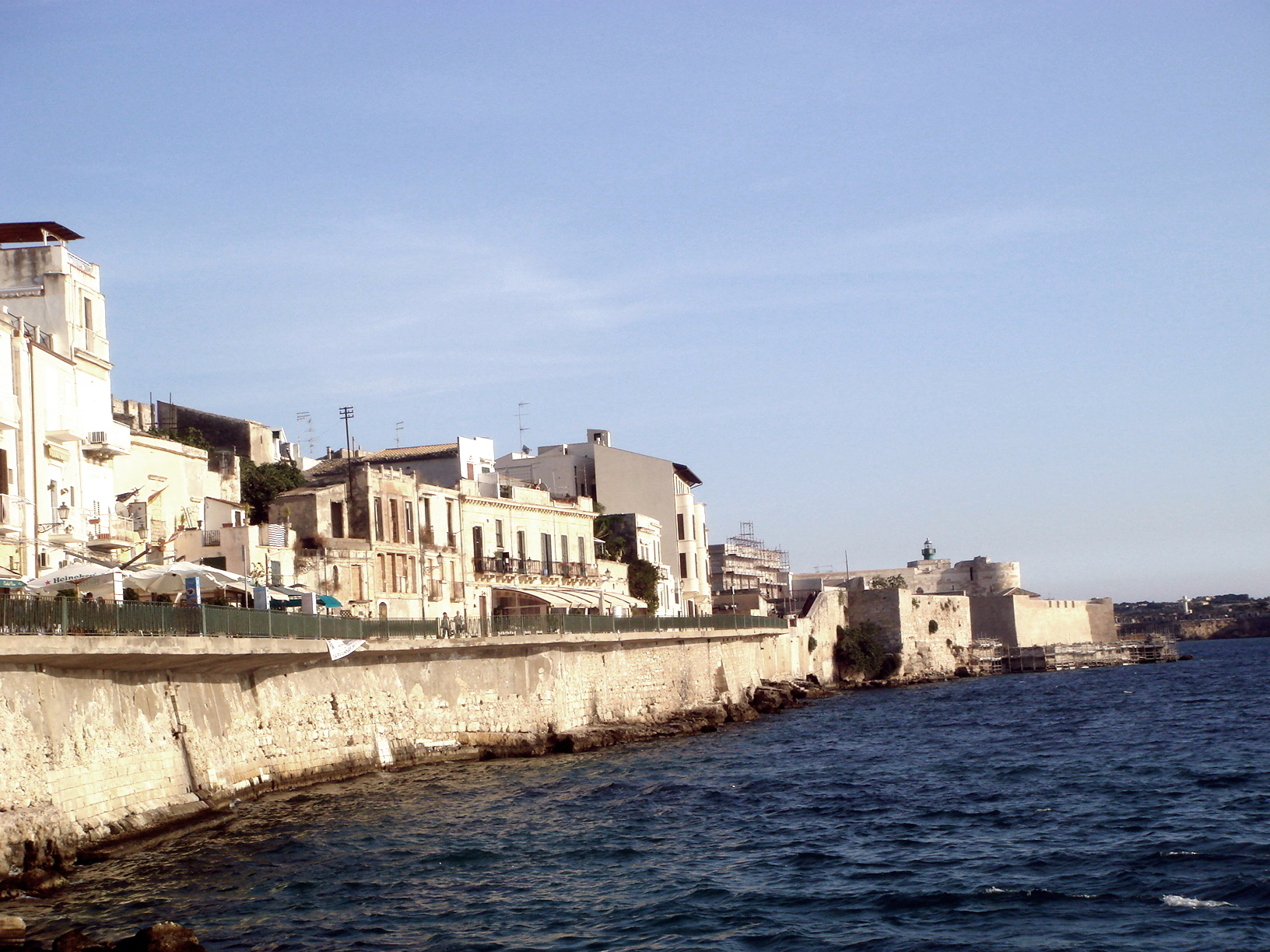
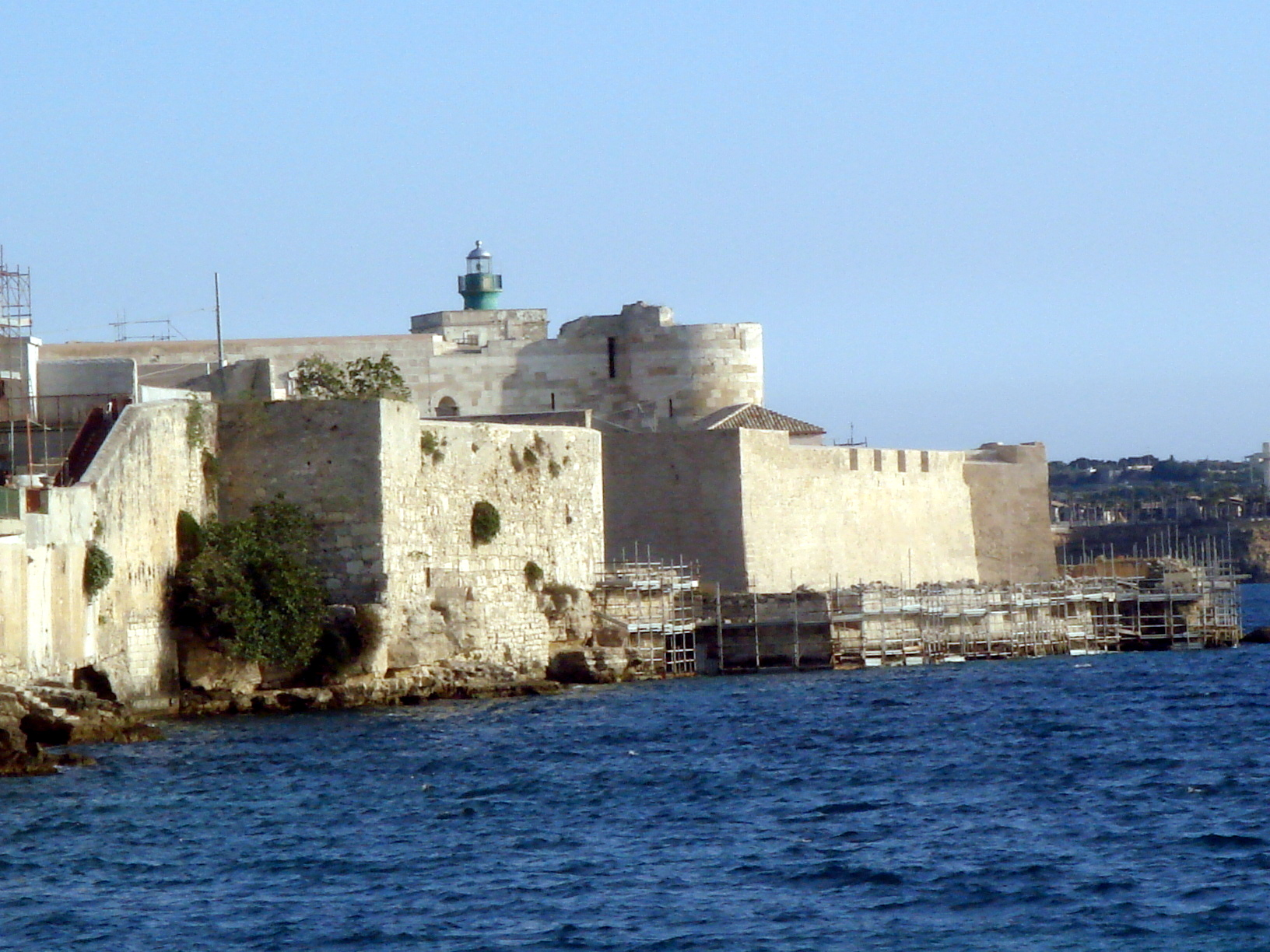

## Source
- (en) Cet article est partiellement ou en totalité issu de l’article de Wikipédia en anglais intitulé « Castelle Maniace » (voir la liste des auteurs).